# Prêmio Multishow de Música Brasileira 2022
A 29.ª cerimônia anual do Prêmio Multishow de Música Brasileira (ou apenas Prêmio Multishow 2022) foi realizada em 18 de outubro de 2022, na Jeunesse Arena, Rio de Janeiro, no Brasil. Foi apresentada por Gloria Groove, Linn da Quebrada e Marcos Mion.
A partir desta edição, as categorias Melhor Cantora e Melhor Cantor foram extintas, dando lugar as categorias Artista do Ano e Voz do Ano.

## Apresentações
| Artista                                | Canção |
| Pré-show                               | Pré-show |
| -------------------------------------- | --- |
| Jovem Dionísio                         | "Acorda Pedrinho" |
| Thiago Pantaleão                       | "Te Deixo Crazy" (citação) "Lambo" "Joga Na Minha Cara" "Desculpa por Eu Não Te Amar" Mente Pra Mim" "Fim do Mundo" |
| Priscilla                              | "Tudo Pah" |
| Ana Castela DJ Chris no Beat Priscilla | "Pipoco" |
| Xamã                                   | "Poesia Acústica #6: Era Uma Vez" "Malvadão 3" |
| Cerimônia principal                    | |
| Ludmilla                               | "Tic Tac" "Modo Avião" "Maldivas" |
| Diego & Victor Hugo                    | "Facas" "Desbloqueado" "Áudio" "Beijo de Glicose" |
| L7nnon Bianca Leo do Furduncinho       | "Gratidão" "Freio da Blazer" "Ai Preto" |
| Liniker Dona Onete                     | "Baby 95" (Liniker) "Jamburana" (Dona Onete) "Banzeiro" (Ambas) |
| Gloria Groove                          | "A Queda" Leilão" Bonekinha" Vermelho" |
| Criolo Planet Hemp                     | "Distopia" |
| Luísa Sonza Xamã                       | "O Conto dos Dois Mundos (Hipocrisia)" e "Hotel Caro" (Luísa Sonza) "Poesia Acústica #13" e "Mama.cita (Hasta la Vista)" (Ambos) |
| Thiaguinho                             | "Falta Você" "Deixa Tudo Como Tá" "Travessia" (Milton Nascimento cover) "Um Dia de Domingo" (Tim Maia e Gal Costa cover) "Palco" (Gilberto Gil cover) "Final Feliz" (Jorge Vercillo e Djavan cover) "Sou o Cara pra Você" "Ainda Bem" |
| Larissa Luz Linn da Quebrada           | Tributo à Elza Soares "Não Tá Mais de Graça" |
| Jão                                    | "Meninos e Meninas" Idiota" |
| Iza                                    | "Mole" "Mó Paz" "Droga" |

## Apresentadores
- Vitão e Maju Trindade - apresentaram Dupla do Ano
- Joana e Renata - apresentaram Grupo do Ano
- Guilherme Guedes - apresentou Instrumentista do Ano, Produtor Musical do Ano e Capa do Ano
- Junior Lima - apresentou Show do Ano
- Guito Show - apresentou Música do Ano
- Rafael Portugal e Marcos Mion - apresentaram Álbum do Ano
- Gloria Groove e Rodrigo Teaser - apresentaram Hit do Ano

## Vencedores e indicados
Os Indicados foram revelados em 29 de agosto de 2022. Os vencedores são listados primeiro e destacados em negrito.
| Artista do Ano | Voz do Ano |
| --- | --- |
| - Anitta - Gloria Groove - Gusttavo Lima - Jão - João Gomes - L7nnon - Ludmilla - Luísa Sonza | - Gloria Groove - Anitta - Iza - Jão - Liniker - Ludmilla - Luísa Sonza - Marisa Monte |
| Grupo do Ano | Dupla do Ano |
| - Lagum - Afrocidade - Bala Desejo - Black Pantera - Gilsons - Grupo Menos é Mais - Jovem Dionisio - Raça Negra | - Maiara & Maraisa - Anavitória - Diego & Victor Hugo - Henrique & Juliano - Jorge & Mateus - Matheus & Kauan - Tasha & Tracie - Yoùn |
| Álbum do Ano | Show do Ano |
| - Lume – Filipe Ret - Lady Leste – Gloria Groove - Numanice #2 – Ludmilla - Pirata – Jão - Pra Gente Acordar – Gilsons - QVVJFA? – Baco Exu do Blues - Sobre Viver – Criolo - Versions of Me – Anitta | - Turnê Irmãos – Alexandre Pires e Seu Jorge - Turnê Meu Coco – Caetano Veloso - Turnê Nu – Djonga - Tour AmarElo – Emicida - Turnê Pirata – Jão - Turnê Numanice – Ludmilla - Tour Portas – Marisa Monte - Turnê Infinito – Thiaguinho                                                                                      |
| Música do Ano | Hit do Ano |
| - "Envolver" – Anitta - "Acorda Pedrinho" – Jovem Dionisio - "Desenrola Bate Joga de Ladin" – L7nnon, Os Hawaianos e DJ Bel da CDD (part. DJ Biel do Furduncinho) - "Fé" – Iza - "Maldivas" – Ludmilla - "Malvadão 3" – Xamã, Gustah e Neobeats - "Vampiro" – Matuê, Teto e WIU - "Vermelho" – Gloria Groove | - "Maldivas" – Ludmilla - "Acorda Pedrinho" – Jovem Dionisio - "Dançarina" – Pedro Sampaio e MC Pedrinho - "Desenrola Bate Joga de Ladin" – L7nnon, Os Hawaianos e DJ Bel da CDD (part. DJ Biel do Furduncinho) - "Envolver" – Anitta - "Idiota" – Jão - "Malvadão 3" – Xamã, Gustah e Neobeats - "Vermelho" – Gloria Groove |
| Clipe TVZ do Ano | Revelação do Ano |
| - "Boys Don't Cry" – Anitta (Direção: Anitta e Christian Bleslauer) - "A Queda" – Gloria Groove (Direção: Felipe Sassi) - "Acorda Pedrinho" – Jovem Dionisio (Direção: Bernardo Pasquali) - "Cachorrinhas" – Luísa Sonza (Direção: Fernando Nogari) - "Envolver" – Anitta (Direção: Anitta) - "Fé" – Iza (Direção: Felipe Sassi) - "Idiota" – Jão (Direção: Pedro Tófani) - "Vermelho" – Gloria Groove (Direção: Belle de Melo) | - Ana Castela - Bala Desejo - Jovem Dionisio - Mari Fernandez - Nattanzinho - Rachel Reis - Tasha & Tracie - Urias |

### Superjúri
| Instrumentista do Ano | Produtor Musical do Ano                                                                                | Capa do Ano |
| --- | --- | --- |
| - Pretinho da Serrinha - Amaro Freitas - Castilhol - Hamilton de Holanda - Jonathan Ferr - Kiko Dinucci - Mateus Asato - Silvanny Sivuca | - Papatinho - Eduardo Pepato - Pablo Bispo - Prateado - Pupillo - Rafinha RSQ - Ruxell no Beat - Vhoor | - "Fé" – Iza - Fúria – Urias - Lady Leste – Gloria Groove - Lume – Filipe Ret - Portas – Marisa Monte - QVVJFA? – Baco Exu do Blues - Urucum – Karol Conká - Versions of Me – Anitta |